# Yoav Talmi
Yoav Talmi (OQ, in ebraico יואב תלמי‎?; Kibbutz di Merhavia, 28 aprile 1943) è un direttore d'orchestra e compositore israeliano.

## Biografia
Yoav Talmi è nato nel Kibbutz di Merhavia. Ha studiato composizione e direzione orchestrale prima in Israele, alla Rubin Academy of Music, poi ribattezzata la Buchmann-Mehta School of Music dell'Università di Tel Aviv, e poi negli Stati Uniti, alla Juilliard School. Nel 1966 ricevette il Premio Koussevitzky per la direzione d'orchestra al Tanglewood Music Center. Nel 1973 ha vinto la Rupert Foundation Conducting Competition a Londra.
Yoav Talmi è sposato con Er'ella, un tempo flautista e oggi autrice di libri per bambini e romanzi per adulti. I Talmi hanno due figli e tre nipoti. Nel 2001 l'Università Laval gli ha conferito la laurea honoris causa. Nel 2009 è stato nominato Ufficiale dell'Ordine nazionale del Quebec. È uno dei vincitori del Premio per i compositori del Primo Ministro israeliano 2013.

## Carriera musicale
Talmi è stato direttore musicale della Filarmonica di Arnhem dal 1974 al 1980. Tra il 1977 e il 1979 è stato Direttore Ospite Principale della Filarmonica di Monaco e dal 1984 al 1988 è stato direttore musicale della Israel Chamber Orchestra (ICO) e dell'Opera israeliana, e in seguito ha ricoperto il titolo di direttore ospite principale con l'ICO. Talmi è stato direttore musicale della San Diego Symphony dal 1987 al 1996 e ha registrato diverse registrazioni con loro per Etichetta Naxos. È stato direttore artistico e direttore principale dell'Orchestra Sinfonica del Québec dal 1998 al 2011, e ora ha il titolo di direttore emerito dell'orchestra. È stato direttore principale del Symphoniker Hamburg dal 2000 al 2004. Nel febbraio 2013 Talmi è tornato all'ICO come direttore musicale, incarico che ha ricoperto fino al 2015.
Le composizioni di Talmi comprendono la marcia ufficiale delle Forze di difesa israeliane, Tsahal Tso'ed, una ‘’Elegia per archi, timpani e fisarmonica’’ ("Riflessioni di Dachau"). La sua composizione "De Profundis for Choir and Orchestra" è stata presentata per la prima volta a Quebec City nel maggio 2011. Il suo coro "Animi Motus" per bambini (o donne) è stato eseguito per la prima volta dalla Jerusalem Symphony nel 2015. Un Clarinet Quintet (2017) e molte altre composizioni e disposizioni. Talmi è il capo del dipartimento di direzione d'orchestra della Buchmann-Mehta School of Music dell'Università di Tel Aviv. Le sue composizioni sono pubblicate dall’Israel Music Institute (IMI), Kalmus Edition USA, Carl Fischer Music, Broekmans en van Poppel, Amsterdam e Les Production d'Oz, Canada.